# 川滇细辛
川滇细辛（学名：Asarum delavayi）为马兜铃科细辛属的植物，是中国的特有植物。分布于中国大陆的四川、云南等地，生长于海拔800米至1,600米的地区，常生于林下阴湿岩坡上，目前尚未由人工引种栽培。

## 别名
牛蹄细辛（四川峨眉）